# Зубавин, Борис Михайлович
Бори́с Миха́йлович Зуба́вин (31 января (13 февраля) 1915, Москва — 4 сентября 1981, Москва) — русский советский писатель.

## Биография
Учился в музыкальном техникуме. В 1932 году добровольно вступил в ряды Красной Армии. В этом же году в ленинградском журнале «Юный пролетарий» опубликовал свои первые рассказы «Оркестр» и «На стрельбище».
Демобилизовавшись из армии в 1937 году, работал литературным сотрудником многотиражки Кусковского химзавода, а позднее — ответственным секретарём городской газеты «Перовский рабочий» города Перово Московской области.
В июне 1941 года ушёл добровольцем на фронт. В 1942 года вступил в ВКП(б). Был комиссаром, потом командиром пулемётно-артиллерийской роты, начальником пограничной заставы, помощником начальника штаба пограничного полка. Воевал на Калининском, 1-м Прибалтийском, 3-м Белорусском фронтах, участвовал в штурме Кёнигсберга, в боях по ликвидации восточно-прусской группировки немецких войск. Награждён двумя орденами Красной Звезды и медалью «За отвагу». Во время войны написал рассказы, печатавшиеся в журналах «Знамя», «Новый мир», «Советский воин», «Пограничник», в газете «Красная звезда».
После войны опубликовал ряд очерков в журнале «Огонёк». В 1958—1968 годы был главным редактором журнала «Наш современник»..

## Творчество
В 1947 году в издательстве «Советский писатель» вышел сборник рассказов «Хозяин», в котором Зубавин выступил как писатель военно-патриотической темы. Позднее наряду с рассказами о военных событиях пишет повести «Самое главное» (1950), «Семейная хроника» (1951), «Третье поколение» (1952) о жизни рабочей молодёжи. В 1953 году в Военном издательстве выходит сборник рассказов об Отечественной войне «Несмолкающая батарея». По теме к ним примыкает небольшая повесть «За Рогожской заставой» (1961), где Зубавин обращается к юности своего поколения. В 1959 вышла сборник рассказов «Маленькие истории» — новеллы о современниках. В 1962 году выходит повесть «Радость» о рабочем-подростке. Ему принадлежат также переводы узбекской прозы.

## Публикации
- 1947 — «Хозяин», рассказы — Л. : Советский писатель, — 169 с.
- 1948 — «Сталинградский плес», рассказы — М. : Правда, — 39 с.
- 1951 — «Самое главное», рассказы : Молодая гвардия, — 167 с. — Б. ц.
- 1953 — «Несмолкающая батарея», рассказы — М. : Воениздат, — 141 с.
- 1953 — «Коммунисты вперёд!», рассказы — М. : Воениздат, — 48 с.
- 1954 — «Самое главное», повести и рассказы — М. : Советский писатель, — 378 с.
- 1955 — «Где у мальчишки дом?», рассказы — М. : Детгиз, — 87 с. : ил. — 30000 экз.
- 1955 — «Гость из соседней республики», рассказы — Б. м. : Воениздат, — 48 с.
- 1956 — «На широком просторе», повести и рассказы : Молодая гвардия, — 319 с. 90000 экз.
- 1956 — «Ожидание», записки офицера — М. : Воениздат, — 88 с.
- 1959 — «Маленькие истории». — М. : Советский писатель, — 227 с. ; 21 см. — 30000 экз.
- 1959 — «Было приказано выстоять» — М. : Воениздат, — 240 с. ; 21 см. — 30000 экз.
- 1959 — «За Рогожской заставой», повесть — М. : Детгиз, — 158 с. : ил. ; 17 см. — 30000 экз.
- 1962 — «Радость», повесть — М. : Детгиз, — 143 с. : ил. ; 21 см. — 65000 экз. — 0.34 р.
- 1963 — «Мишка», повести и рассказы : Молодая гвардия, — 237 с. : ил. — 115000 экз.
- 1966 — «В гостинице лесного города», повести и рассказы — М. : Художественная литература, — 407 с. — 50000 экз.
- 1970 — «На память о войне», рассказы и повести — М. : Советский писатель, — 304 с. : портр. — Б. ц.
- 1973 — «За Рогожской заставой», повести и рассказы — М. : Советская Россия, — 400 с.
- 1974 — «Июньским воскресным днем». Библиотечка журнала «Пограничник» — М. : — 94 с.
- 1976 — «Июньским воскресным днем», повести — М. : Воениздат, — 222 с. — 65000 экз.
- 1981 — «Избранное», повести и рассказы — М. : Художественная литература, — 543 с., — 50000 экз.
- 1981 — «Иллюстрации к биографии», несколько историй из жизни нашего современника — М. : Сов. Россия.